# Douglas Booth
Douglas John Booth (Greenwich, Londres, Reino Unido; 9 de julio de 1992) es un actor británico, conocido por haber interpretado a Boy George en la película Worried About the Boy, a Pip en la miniserie Great Expectations, a Harry Villiers en la película The Riot Club.

## Primeros años
Booth nació en el municipio de Greenwich, Londres, segundo hijo de Vivien (apellido de soltera, De Cala), una pintora, y Simon Booth, un consultor financiero y exgerente de las divisiones de finanzas Citigroup y Deutsche Bank. Posee ascendencia inglesa por lado paterno, y ascendencia española y holandesa por lado materno. Su hermana mayor, Abigail "Abi" Booth, se graduó en la Escuela de Arte de Chelsea. Fue criado en Greenwich, pero su familia se mudó a Sevenoaks, Kent, cuando Booth tenía diez años.
Booth es disléxico, y encontró "muy difícil" el aprender a leer o escribir durante su infancia. De acuerdo con Booth, aún sigue siendo «un lector muy lento». Cuando era niño tocaba la trompeta, y desarrolló interés en el teatro desde los doce años, a raíz de protagonizar una adaptación escolar de la obra Agamenón. A los trece años, se vio involucrado en el National Youth Theatre y Guildhall School of Music and Drama. Booth se unió a la agencia de actuación Curtis Brown a la edad de quince años. Ganó su primer papel profesional a la edad de dieciséis años, y renunció a sus estudios de teatro, medios e Inglés.

## Carrera
Douglas ha sido modelo en campañas de Burberry, junto a Emma Watson y Lily Donaldson. En 2006 interpretó a Sagar en la película independiente Hunters of the Kahri.
En 2010 interpretó a Boy George en la película Worried About The Boy, la cual se centra en la vida del cantante Boy George. También apareció de forma recurrente en la serie The Pillars of the Earth donde interpretó a Eustace a los quince años.
En 2011 se unió al elenco de la miniserie Great Expectations donde interpretó al encantador Pip, junto a Vanessa Kirby y Gillian Anderson. Ese mismo año apareció en la película Christopher and His Kind donde interpretó a Heinz Neddermayer el primer interés romántico del escritor Christopher Isherwood (Matt Smith). En 2012 apareció en la versión estadounidense de la película  LOL: Laughing Out Loud donde interpreta al mejor amigo de Lola "LOL", protagonizada por Miley Cyrus y Demi Moore.
En 2013 apareció en la película Romeo y Julieta donde dio vida a Romeo Montesco junto a Holly Hunter, Ed Westwick y Kodi Smit-McPhee. También apareció en la película Geography of the Hapless Heart donde interpretó a Sean. En 2014 apareció en la película Noah donde interpretó a Shem el hijo de Noah (Russell Crowe) y de Naameh (Jennifer Connelly) y hermano de Ham (Logan Lerman). Ese mismo año se unió al elenco principal de la película The Riot Club donde interpretó a Harry Villiers, un miembro del grupo.
Tras su participación en la película animada Loving Vincent (2017), Booth se encuentra actualmente trabajando en la adaptación cinematográfica de "The Dirt", el libro autobiográfico de la banda de hard rock Mötley Crüe, en el papel del bajista y fundador del grupo Nikki Sixx.

## Vida personal
En 2021 anunció su compromiso con la actriz Bel Powley. Se casaron el 28 de octubre de 2023 en Londres.

## Filmografía

### Cine
| Año  | Título                                  | Rol                  | Notas |
| ---- | --------------------------------------- | -------------------- | ----- |
| 2006 | Hunters of the Kahri                    | Sagar                |       |
| 2009 | From Time to Time                       | Sefton               |       |
| 2012 | LOL                                     | Kyle Ross            |       |
| 2013 | Romeo & Juliet                          | Romeo Montesco       |       |
| 2014 | Noah                                    | Shem                 |       |
| 2014 | The Riot Club                           | Harry Villiers       |       |
| 2015 | Jupiter Ascending                       | Titus Abrasax        |       |
| 2016 | Orgullo y prejuicio y zombis            | Sr. Charles Bingley  |       |
| 2016 | Los misteriosos asesinatos de Limehouse | Dan Leno             |       |
| 2017 | Loving Vincent                          | Armand Roulin        |       |
| 2017 | Mary Shelley                            | Percy Bysshe Shelley |       |
| 2019 | The Dirt                                | Nikki Sixx           |       |
| 2023 | Unwelcome                               | Jamie                |       |

### Televisión
| Año  | Título                   | Rol                 | Notas                    |
| ---- | ------------------------ | ------------------- | ------------------------ |
| 2010 | Worried About the Boy    | Boy George          | Película para televisión |
| 2010 | The Pillars of the Earth | Eustace IV          | Miniserie                |
| 2011 | Christopher and His Kind | Heinz Neddermayer   | Película para televisión |
| 2011 | Great Expectations       | Philip "Pip" Pirrip | Miniserie                |
| 2012 | In Love with Dickens     | Ham Peggotty        | Película para televisión |
| 2015 | And Then There Were None | Anthony Marston     | Miniserie                |

### Audiobooks
| Año  | Título                       | Rol         | Notas |
| ---- | ---------------------------- | ----------- | ----- |
| 2017 | Northanger Abbey             | John Thorpe |       |
| 2017 | Scarlet City Part I, II, III | Jonah       |       |